# Kännåsen
Kännåsen är en småort och by i Krokoms kommun i Jämtlands län. Den ligger i Ås distrikt (Ås socken), omkring en mil norr om Östersund.
Byn omnämns i skrift första gången 1438 under namnet Tyernas. Senare kan man se namnet Tjärnåsen.
Strax intill byn ligger den populära badsjön Önsjön.
År 2006 blev Kännåsen utnämnd till Årets bygd i Krokoms kommun.